# Операція «Висхідний лев»
«Висхідний лев» або «Левовий народ» (івр. ‏מבצע עָם כְּלָבִיא‎) — воєнна операція ізраїльської армії ЦАХАЛ проти Ірану. Розпочалася вночі 13 червня 2025 року, коли Ізраїль атакував Іран. Взаємну збройну агресію, що активізувалася внаслідок операції, називають ірано-ізраїльською війною.

## Мета
Напад мав на меті запобігти перекваліфікації іранської ядерної програми з цивільної на військову та унеможливити початок виробництва ядерної зброї поділу, оскільки Іран на цей час володів необхідною інфраструктурою, науковою базою та запасами збагаченого урану, достатніми для швидкого створення ядерних боєголовок. Операція була спрямована на ураження ключових ядерних, військово-промислових об'єктів та урядових установ, а також ліквідацію провідних вчених-ядерників, військових керівників й деяких політиків.
Ізраїль мотивував свої дії превентивною самообороною, базуючись вірогідності загрози з боку Ірану. Заяви прем'єр-міністра Ізраїлю Біньяміна Нетаньягу свідчили також про можливе повалення влади в Ірані.
Цілями ударів по Ірану стали об'єкти ядерної програми країни (2018 року Дональд Трамп вийшов із Спільного всеосяжного плану дій щодо іранської ядерної програми), інфраструктура держави, її військово-політичне керівництво, а також вчені.

## Передісторія
12 червня 1968 року Генасамблея ООН ухвалила, а 1 липня відкрила для підписання Договір про нерозповсюдження ядерної зброї, який забороняє державам, які не володіють ядерною зброєю, розробляти та мати її, водночас гарантуючи право на мирне застосування ядерних технологій. Іран, як і більшість країн світу (понад 190 держав), приєднався до договору, взявши на себе зобов'язання відповідно зі ст. 2 ДНЯЗ не виробляти й не купувати ядерні боєголовки та вибухові пристрої, а також не отримувати допомогу у їх створенні і використовувати ядерну енергію виключно в цивільних цілях (ст. 4). Натомість Ізраїль відмовився підписувати договір і брати участь у ньому, дотримуючись політики «ядерної невизначеності» та не допускаючи міжнародних інспекцій на свої ядерні об'єкти.
Від Ісламської революції 1979 року Іран припинив зв'язки та оголосив Ізраїль головним ідеологічним противником, а ліквідацію Ізраїлю зробив центральним стовпом підходу Ірану до регіональних справ. Аятола Хомейні назвав Ізраїль «Малим Сатаною», на противагу терміну «Великий Сатана», як він називав США. Іранські лідери різних поколінь, від Хомейні та його наступника аятоли Алі Хаменеї до високопоставлених чиновників, воєначальників та державних ЗМІ, послідовно використовували закликали до знищення Ізраїлю.
14 серпня 2002 року іранська опозиційна група в еміграції — Національна рада опору Ірану (під керівництвом руху ОМІН) — оголосила, що Іран таємно будує завод зі збагачення урану поблизу міста Натанз, що викликало занепокоєння серед західних країн, особливо Ізраїлю, який має ядерний статус у регіоні без юридичних обмежень і розглядає іранську ядерну програму як екзистенційну загрозу своєму існуванню та стратегічним інтересам. Подія спровокувала дипломатичне протистояння між Заходом та Іраном щодо справжніх намірів іранської ядерної програми, яке триває й досі
У 2015 році Іран підписав Спільний всеохоплюючий план дій (СВПД), який був узгоджений президентом Бараком Обамою з Радою Безпеки ООН та Німеччиною, щоб керувати розвитком цивільної ядерної програми Ірану на обмеженому рівні. У 2018 році президент США Дональд Трамп, під час свого першого президентства, призупинив участь своєї країни в угоді та відновив економічні санкції проти Ірану, незважаючи на звіт МАГАТЕ, що Іран дотримується угоди. Іран відповів на відмову Трампа від угоди поступовим збільшенням обсягів збагачення урану. У 2020 році США вбили іранського лідера Касема Сулеймані; у відповідь Іран заявив, що більше не дотримуватиметься обмежень на збагачення, передбачених СВПД, і до 2021 року збагачував уран до 60 % ізотопу 235
U, що аналогічно збройовому урану. У травні 2025 року МАГАТЕ повідомило, що Іран накопичив 409 кг урану, збагаченого до 60 %. За день до ізраїльських ударів МАГАТЕ вперше за 20 років визнало Іран таким, що не виконує своїх ядерних зобов'язань; Іран оголосив про будівництво нового об'єкта зі збагачення урану (третього за рахунком) та встановлення сучасних центрифуг.

## Передумови
Про можливі удари стало відомо за кілька днів до атаки. ЗМІ з посиланням на розвідку США вказували, що Ізраїль готувався атакувати ядерні об'єкти Ірану, а держслужбовці США провели часткову евакуацію посольства. Президент США Трамп неодноразово намагався переконати прем'єр-міністра Ізраїлю Беньяміна Нетаньягу відмовитися від ударів на користь переговорів, проте цього разу вважав конфлікт більш реальним через відмову Тегерану вести переговори. Удар Ізраїлю готувався вісім місяців.

## Перебіг подій
Обстріли з боку Ізраїлю почалися вночі 13 червня 2025 року. Десятки літаків атакували військові цілі в різних частинах Ірану, серед яких столиця країни Тегеран та ядерний об'єкт в Натанзі. За даними ЦАХАЛу, метою нападу було позбавити керівництво Ірану зброї масового знищення, що становила небезпеку для всього світу. Винищувачі ПС Ізраїлю завдали удару по найбільшому об'єкту збагачення урану в Ірані в Натанзі. За даними ЦАХАЛ, це найбільший об'єкт зі збагачення урану в Ірані, який роками працював над досягненням ядерної збройової спроможності і містив інфраструктуру для збагачення урану до військового рівня. Також Ізраїль вдарив по ядерному об'єкту в Ісфагані. Таким чином, Ізраїль знищив наземну частину заводу зі збагачення урану в Натанзі. Того ж дня Ізраїль мобілізував десятки тисяч резервістів.
Також Ізраїль ліквідував командувача аерокосмічними силами КВІР генерал-майора Аміра-Алі Хаджізаде, за даними керівника Центру протидії дезінформації РНБО Андрія Коваленка, той мав прямий стосунок до передачі Шахедів до Росії. Також було ліквідовано головнокомандувача КВІР Хоссейна Саламі та начальника іранських збройних сил Мохаммада Багері.
У відповідь Іран випустив по Ізраїлю 150 балістичних ракет, в Тель-Авіві та інших містах зафіксовані масштабні руйнування, було поранено десятки людей. В Тель-Авіві зафіксовано щонайменше сім вибухів. Протягом однієї години з Ірану було випущено щонайменше дві 100 ракет.
Увечері 14 червня Іран масовано вдарив ракетами по Ізраїлю, в Хайфі пролунали вибухи. В центральному ізраїльському місті Рішон-ле-Ціон іранська ракета влучила в будівлю, двоє людей загинули від травм, було поранено 21 людину. Протягом дня Іран запустив щонайменше 150 ракет по Ізраїлю. Під ударом були Тель-Авів та інші міста, найбліьше постраждав Рамат-Ган поблизу Тель-Авіва.
ЦАХАЛ вдарив по Ємену, намагаючись ліквідувати військового начальника штабу хуситів Мухаммеда Аль-Гамарі. Внаслідок ізраїльської атаки в Ісфахані було пошкоджено щонайменше чотири інфраструктурні будівлі ядерного об'єкту, серед них був завод із переробки урану та підприємство з виробництва паливних пластин. На цей день Ізраїль ліквідував понад 20 іранських командирів, серед яких був керівник розвідуправління Генштабу ЗС Ірану і командир ракетних сил КВІР.
Внаслідок іранської атаки вночі 15 червня, було поранено кілька десятків людей, п'ятеро загинули. Іран заявив про загибель головного радника Алі Хаменеї Алі Шамхані, але згодом було оголошено, що він вижив. Іран також підтвердив загибель керівника ракетної програми КВІР та семи його заступників. Загалом на цей день було ліквідовано щонайменше 14 іранських вчених-ядерників. Також ЦАХАЛ атакував аеропорт Мешхед в Ірані за 2300 км від Ізраїлю.
В Ізраїлі протягом доби загинули 12 людей, до 400 осіб було поранено. Увечері 15 червня різних містах пролунали вибухи. В Хайфі на півночі Ізраїлю кілька людей загинули і кількох було поранено. Сирія, Йорданія та Ірак, розташовані між Ізраїлем та Іраном, закрили повітряний простір.
Увечері 16 червня Іран запустили нову хвилю ракет на Ізраїль. Того ж дня речник армії оборони Ізраїлю Еффі Дефрін повідомила про знищення 120 пускових установок балістичних ракет в Ірані, що складало майже третину усіх наявних у країні. Ізраїль вразив телестудію державного пропагандистського каналу Ірану IRINN у Тегерані. Внаслідок іранської атаки балістичними ракетами постраждали Хайфа, Тель-Авів. У Хайфі сталася пожежа на нафтопереробному заводі. У Тель-Авіві ракетами було пошкоджено посольство США.
Вночі проти 17 червня Іран запустив нову партію ракет на Ізраїль, у центральній і південній частинах країни працювала ракетна тривога. Армія оборони Ізраїлю запустила ракети-перехоплювачі. Внаслідок іранського удару по нафтопереробному заводу в Хайфській затоці всі об'єкти з переробки нафти зупинили роботу.
В Ірані 18 червня практично повністю зник доступ до інтернету, трафік країни скоротився до 3 % звичного споживання. Під час трансляції іранського телебачення в ефірі з'явилися заклики до протестів, влада Ірану заявила про технічні перебої.
19 червня Іран вдарив балістикою по Ізраїлю, постраждала лікарня, кількох людей було поранено. Того ж дня Іран вперше вдарив по Ізраїлю балістичною ракетою з касетною бойовою частиною.
20 червня в центрі Тегерана Ізраїль спробував ліквідувати іранського вченого-ядерника за допомогою БпЛА, що влучив у житловий будинок у районі Гіша. Іран вдарив по Ізраїлю ракетами, у Хайфі відбувся вибух.
21 червня ЦАХАЛ атакував іранський ракетний завод на відстані 2000 км Ізраїлю.
22 червня ЦАХАЛ вдарив по склау іранських ракет, розташований за 2200 км від Ізраїлю.
29 червня стало відомо, що Іран почав ремонт на збагачувальному комплексі в Натанзі після ударів США.

## Жертви
Інформаційне агентство Fars повідомило, що щонайменше 78 людей загинули та ще 329 отримали поранення під час атак Ізраїлю 13 червня. Регіональні джерела повідомили, що щонайменше 20 старших командирів загинули внаслідок ударів.
ЦАХАЛ заявив, що внаслідок удару по підземному командному центру загинула більшість керівництва Повітряно-космічних сил КВІР після того, як вони зібралися на нараду, включаючи командира ВПС Корпусу вартових ісламської революції Аміра Алі Гаджизаде, а також керівників підрозділів протиповітряної оборони та безпілотників Корпусу вартових ісламської революції.
Серед жертв ізраїльської атаки — головнокомандувач генерал-майор Хоссейн Саламі, начальник штабу Збройних сил Ірану Мухаммед Багрі, командувач генерал-майор Голям-Алі Рашид, вчені Мохаммад Мехді Тегеранчі і Ферейдун Аббасі.
Станом на 16 червня 2025 року, втрати сторін склали:
- Ізраїль — 14 загиблих, 380 поранених;
- Іран — 224 загиблих, 1277 поранених.